# We're Here Because We're Here
We're Here Since We're Here osmi je studijski album britanskog sastava Anathema. Diskografska kuća Kscope objavila ga je 31. svibnja 2010. godine. Radni naziv albuma bio je Horizonts. Album je miksao Steven Wilson iz sastava Porcupine Tree.

## Pozadina
Ville Valo iz HIM snimio je prateće vokale za pjesmu "Angels Walk Among Us". Naslov albuma preuzet je iz istoimene pjesme koja se pjevala u savezničkim rovovima Prvog svjetskog rata na melodiju "Auld Lang Syne".
Posljednji je album na kojem se pojavio klavijaturist Les Smith, kao i prvi na kojem se pojavila Lee Douglas kao službeni član sastava.

## Popis pjesama
Tekstovi i glazba: Daniel Cavanagh, osim gdje je navedeno drugačije. 
| 1.    | »Thin Air«             | Vincent Cavanagh, John Douglas, Daniel Cavanagh | 5:59 |
| 2.    | »Summernight Horizon«  |                                                 | 4:12 |
| 3.    | »Dreaming Light«       |                                                 | 5:45 |
| 4.    | »Everything«           |                                                 | 5:03 |
| 5.    | »Angels Walk Among Us« |                                                 | 5:17 |
| 6.    | »Presence«             |                                                 | 2:58 |
| 7.    | »A Simple Mistake«     |                                                 | 8:10 |
| 8.    | »Get Off Get Out«      | V. Cavanagh, John Douglas                       | 5:01 |
| 9.    | »Universal«            | V. Cavanagh, John Douglas                       | 7:19 |
| 10.   | »Hindsight«            |                                                 | 8:10 |
| 57:54 |                        |                                                 |      |

| Bonus pjesme na ograničenom izdanju | Bonus pjesme na ograničenom izdanju | Bonus pjesme na ograničenom izdanju | Bonus pjesme na ograničenom izdanju | Bonus pjesme na ograničenom izdanju | Bonus pjesme na ograničenom izdanju | Bonus pjesme na ograničenom izdanju | Bonus pjesme na ograničenom izdanju | Bonus pjesme na ograničenom izdanju | Bonus pjesme na ograničenom izdanju |
| Br.                                 | Skladba                             | Trajanje                            |                                     |                                     |                                     |                                     |                                     |                                     |                                     |
| ----------------------------------- | ----------------------------------- | ----------------------------------- | ----------------------------------- | ----------------------------------- | ----------------------------------- | ----------------------------------- | ----------------------------------- | ----------------------------------- | ----------------------------------- |
| 1.                                  | »Angels Walk Among Us« (demo miks)  | 5:05                                |                                     |                                     |                                     |                                     |                                     |                                     |                                     |
| 2.                                  | »Presence« (demo miks)              | 2:36                                |                                     |                                     |                                     |                                     |                                     |                                     |                                     |
| 3.                                  | »A Simple Mistake« (demo miks)      | 8:15                                |                                     |                                     |                                     |                                     |                                     |                                     |                                     |
| 73:50                               |                                     |                                     |                                     |                                     |                                     |                                     |                                     |                                     |                                     |

| Bonus Download pjesma | Bonus Download pjesma    | Bonus Download pjesma | Bonus Download pjesma | Bonus Download pjesma | Bonus Download pjesma | Bonus Download pjesma | Bonus Download pjesma | Bonus Download pjesma | Bonus Download pjesma |
| Br.                   | Skladba                  | Trajanje              |                       |                       |                       |                       |                       |                       |                       |
| --------------------- | ------------------------ | --------------------- | --------------------- | --------------------- | --------------------- | --------------------- | --------------------- | --------------------- | --------------------- |
| 1.                    | »Everything« (demo miks) | 5:13                  |                       |                       |                       |                       |                       |                       |                       |
| 63:07                 |                          |                       |                       |                       |                       |                       |                       |                       |                       |

## Recenzije
Recenzije bile su univerzalno pozitivne. Album je dobio nagradu "Prog Album of the Year" časopisa Classic Rock, koji ga je opisao kao "besprijekoran povratak koji potvrđuje život i pozlaćenog kandidata za album godine".

## Zasluge
| Anathema - Vincent Cavanagh – vokal, ritam gitara, gudački aranžmani, inženjer zvuka, miks, produkcija, grafički dizajn - Danny Cavanagh – solo-gitara, klavijature, glasovir, prateći vokal, gudački aranžmani, miks, produkcija - Jamie Cavanagh – bas-gitara, inženjer zvuka - John Douglas – bubnjevi, udaraljke, gitara, klavijature, gudački aranžmani, miks - Les Smith – klavijature - Lee Douglas – vokal Dodatni glazbenici - Stan Ambrose – pripovijedanje (na pjesmi "Presence") - Maren Svenning – pripovijedanje (na pjesmi "Hindsight") - Ville Valo – prateći vokal (na pjesmi "Angels Walk Among Us") | Ostalo osoblje - Dave Stewart – orkestracije, gudački aranžmani - Jon Astley – mastering - Lasse Hoile – grafički dizajn - Darryl Anthony – inženjer zvuka - Carl Glover – umjetnički smjer - Niall Acott – inženjer zvuka (gudačke) - Mark "Flood" Ellis – inženjer zvuka - Steven Wilson – miks |